# Johann Christian Foerster (Philosoph)
Johann Christian Foerster (auch: Förster; * 14. Dezember 1735 in Halle (Saale); † 19. März 1798 ebenda) war ein deutscher Philosoph, Historiker und Staatswissenschaftler.

## Leben
Foerster hatte an der Universität Halle studiert und erwarb sich dort 1759 mit der Disputation de deliriis den akademischen Grad eines Magisters der Philosophie. Am 14. Mai 1761 wurde er außerordentlicher und 1. Juli 1769 wurde er ordentlicher Professor der Philosophie und hielt Vorlesungen zu den politischen Wissenschaften. Er war Ephorus der königlichen und Halberstädtischen Freitische und Assessor der Kammerdeputation. Foerster der sich auch als Historiker betätigt hatte, wurde 1787 zum königlich preußischen Kriegs- und Domainenrat berufen und 1791 Aufseher des botanischen und ökonomischen Gartens der Universität. Foerster der eine Zeit lang auch als Herausgeber der Hallischen Intelligenzblätter fungiert hatte, beteiligte sich auch an den organisatorischen Aufgaben der Hallenser Hochschule und war drei Mal 1778/79, 1785/86, 1794/95 Prorektor der Alma Mater.

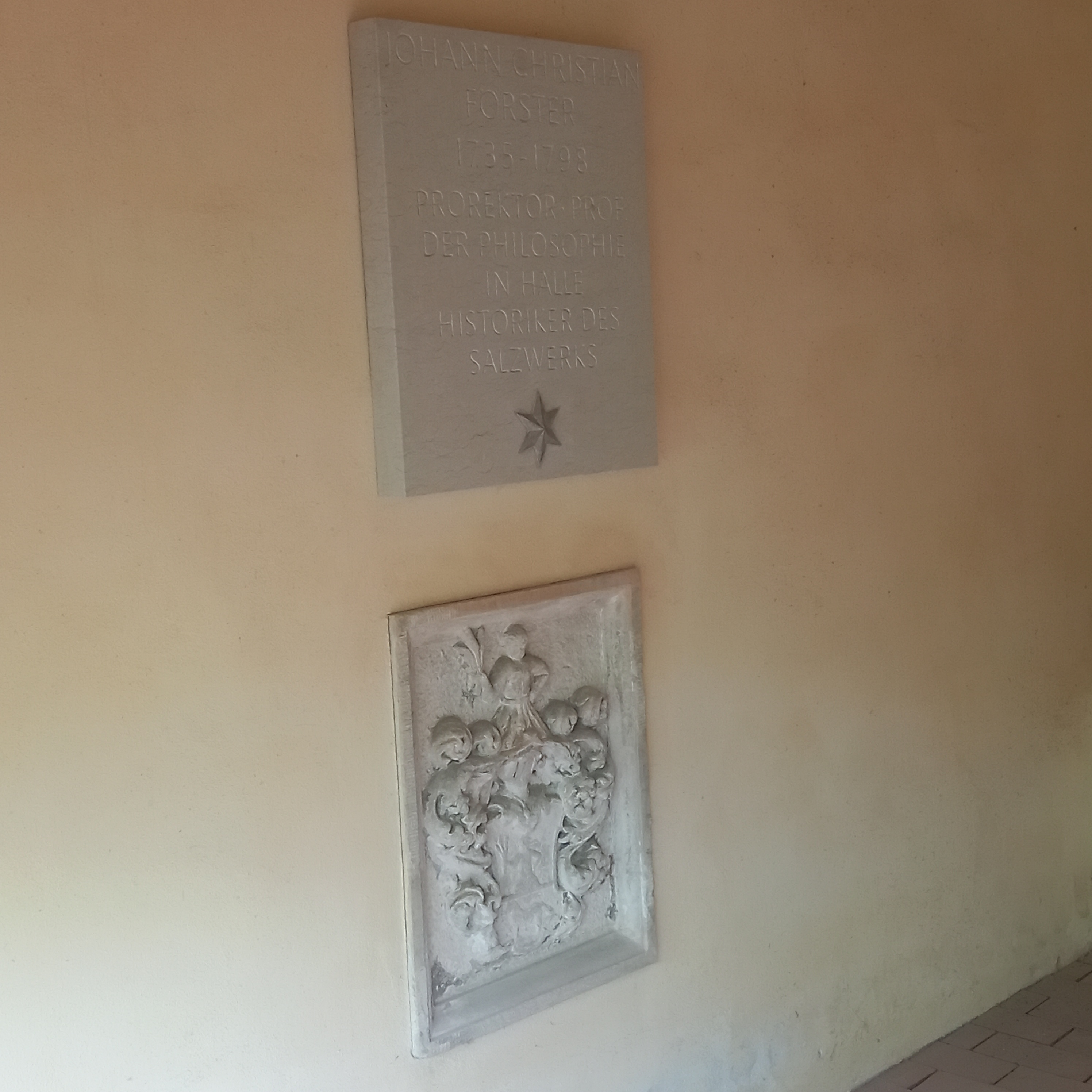
Das Grab von Johann Christian Foerster auf dem Stadtgottesacker in Halle

## Werke (Auswahl)
- Disp. de deliriis. Halle 1759
- Philosophische Abhandlung über die Wunderwerke. Halle 1761 (urn:nbn:de:gbv:9-g-3177133)
- Anweisung, die Weltweisheit vernünftig zu erlernen. Halle 1765
- Charaktere dreyer Weltweisen, Leibnitz'ens, Wolf's und Baumgarten's. Halle 1765
- Einleitung in die Staatslehre nach den Grundsätzen des Hrn. von Montesquieu. 1765
- Nachricht von dem Leben und den Verdiensten Hrn. J. P. Süßmilch's. Berlin 1768
- Diss. Comparatio demonstrationis Cartesii pro existentia Dei cum illa, qua Anselmus Cantuariensis usus est. Halle 1770
- Versuch einer Einleitung in die Kameral- Policey- und Finanzwissenschaften. Berlin 1771
- Anfangsgründe der theoretischen Philosophie. Berlin 1772
- Anfangsgründe der praktischen Philosophie. Berlin 1775
- Revision der vornehmsten Veränderungen der Stadt Halle in einem Zeitraum von 100 Jahren. Halle 1780
- Entwurf der Land- Stadt- und Staatswirthschaft. Berlin 1782, 1793
- Kurze Nachricht von einem berühmten Pädagogen des vorigen Jahrhunderts, Wolfgang Ratichius; nebst einigen Originalbeylagen. Halle 1782
- Beschreibung und Geschichte des Hallischen Salzwerks, mit einem Kupfer. Halle 1793, 1799
- Uebersicht der Geschichte der Universität zu Halle in ihrem ersten Jahrhunderte. Halle 1794 (Online)